# Demoncy
Demoncy je americká blackmetalová kapela z města Sylva v Severní Karolíně, která byla založena v roce 1989 multiinstrumentalistou s pseudonymem Ixithra. Jedná se o jednu z prvních amerických blackmetalových skupin.
Debutové album s názvem Faustian Dawn vyšlo v roce 1993 vlastním nákladem na audiokazetách.

## Diskografie
Dema
- Impure Blessings (Dark Angel of the Four Wings) (1991)
- Hypocrisy of the Accursed Heavens (1994)
- Ascension of a Star Long Since Fallen (1995)
- Commencement of the Dark Crusades (1996)

Studiová alba
- Faustian Dawn (1993)
- Joined in Darkness (1999)
- Within the Sylvan Realms of Frost (1999)
- Empire of the Fallen Angel (2003)
- Enthroned Is the Night (2012)
- Empire of the Fallen Angel (Eternal Black Dominion)[1] (2015)
- Black Star Gnosis (2023)

EP
- Diabolica Blasphemiae (2023)

Kompilační alba
- Faustian Dawn / Within the Sylvan Realms of Frost (2002) – 2CD

Split nahrávky
- Demoncy / Dark Opus (2004)